# 馬圖林市

馬圖林市（西班牙語：Municipio Maturín），是委內瑞拉的一個市，位於該國東部莫納加斯州，首府設於馬圖林，面積13,352平方公里，每年平均降雨量1,298毫米，人口542,259，人口密度每平方公里40.61人。
2021年11月，安娜·富恩特斯被宣佈為該市市長。

## 扩展阅读
1. ↑  .   [2021-11-25]. （原始内容存档于2021-11-24）. （页面存档备份，存于）